# Католицизм в Северной Македонии
Католицизм в Северной Македонии представлен рядом церковных структур, являющихся частью всемирной Римско-католической церкви.
Католики составляют незначительную часть от общего числа верующих в Северной Македонии, подавляющее большинство населения относит себя к православию и исламу. По данным сайта catholic-hierarchy.org в 2005 году число католиков страны составляло около 14 тысяч человек (0,7 % населения). Примечательной особенностью католичества Северной Македонии является факт, что большинство македонских католиков принадлежит византийскому обряду, в Македонскую грекокатолическую церковь входит около 11 400 человек, тогда как католиков латинского обряда в стране всего около 3,5 тысяч (главным образом, этнические хорваты).

## История

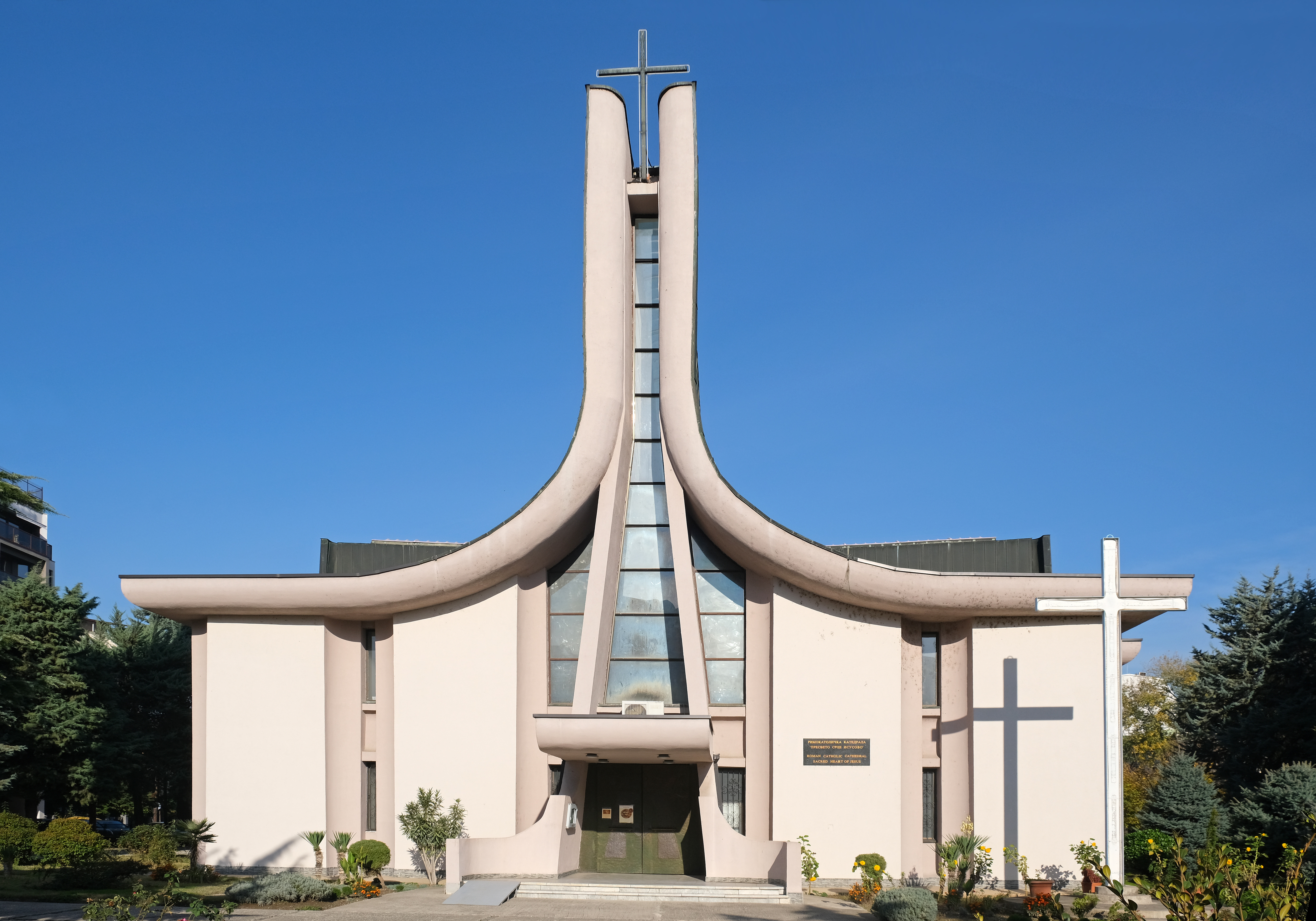
Церковь Святого Сердца Иисуса, Скопье

Начало христианизации территории современной Северной Македонии восходит к первым векам христианства, на Сардикийском соборе (343) присутствовал епископ Скупи (совр. Скопье) Перигорий. В IV веке существовало епископство и в городе Лихидос (совр. Охрид). После переселения славян на Балканы в VI—VII веке они вытеснили и ассимилировали греческое население современной Северной Македонии. В IX веке эти земли вошли в состав Болгарской державы. После раскола христианства Македония продолжала оставаться тесно связанной с Восточной церковью, за исключением краткого периода, когда после IV крестового похода и основания Латинской империи в Скопье было учреждено католическое епископство.
В XIV веке территория современной Северной Македонии была завоёвана Османской империей. Исламизация населения привела к появлению в Македонии славян-мусульман (см. торбеши). При турецком правлении важную роль играла православная Охридская архиепископия. Давление, которому охридские архиепископы подвергались со стороны греческого духовенства, привело к двум кратковременным униям с Католической церковью в 1623 и 1661 годах, обе распались вскоре после заключения. В XVII веке началось ослабление Османской империи, именно в этот период в Македонии оказалось возможным установить католические структуры. В 1656 году в Скопье была основана католическая архиепархия.
Во второй половине XIX века архиепархия Скопье насчитывала около 11 тысяч католиков, священники подготавливались в семинарии Шкодера (совр. Албания). В конце 1850-х годов среди болгар, находившихся в юрисдикции Константинопольского патриархата, усилилось движение за независимость национальной церкви от Константинополя, а также, у части духовенства и верующих, за установление унии с Римом. В Македонии большинство населения имело болгарское этническое самосознание, там также протекали эти процессы. В 1874 году епископ Кукуша (совр. Килкис, Греция) Нил Изворов обратился к Святому Престолу с просьбой принять его и его паству в общение с Римом. В ответ епископ Изворов был назначен католическим архиепископом византийского обряда в Македонии. В 1878 году Болгария получила независимость, а ещё раньше Болгарская православная церковь объявила о своей автокефалии (непризнанной Константинополем). Большинство христиан византийского обряда в Македонии вернулось в православную Болгарскую церковь, небольшая группа верующих осталась в грекокатоличестве, которое с этого момента в Македонии стало развиваться независимо. В конце XIX века в Македонии действовало два апостольских викариата — в Кукуше для католиков византийского обряда и в Скопье для католиков латинского обряда.
После Первой мировой войны в 1918 году была образована отдельная Македонская грекокатолическая церковь в статусе апостольского экзархата. В 1924 году экзархат был ликвидирован, а грекокатолики Македонии, как и все прочие грекокатолики Югославии, подчинены епархии с центром в городе Крижевцы (Хорватия). Латинская архиепархия в Скопье в 1924 году была понижена в статусе до епархии. В 2001 году в связи с обретением Республикой Македонией независимости была воссоздана Македонская грекокатолическая церковь в статусе апостольского экзархата.

## Структура
Католическая церковь в стране структурно делится на епархию Скопье латинского обряда и грекокатолический апостольский экзархат Северной Македонии (Македонская грекокатолическая церковь). Несмотря на независимость двух структур, в связи с малочисленностью их возглавляет один епископ, в настоящее время епископ Киро Стоянов. Латинская епархия Скопье подчинена метрополии Врхбосны (Сараево) в соседней Боснии и Герцеговине.
Статистика по епархиям (данные 2004 года):
| Епархия                               | Епархия                            | Статус                | Митрополия         | Обряд        | Число католиков | Процент католиков | Число священников | Число приходов |
| Македонская грекокатолическая церковь | Грко-католичка црква во Македонија | Апостольский экзархат |                    | Византийский | 11 400          | 0,5 %             | 9                 | 5              |
| Скопье                                | Skopje                             | Епархия               | Врхбосна (Сараево) | Латинский    | 3 572           | 0,2 %             | 6                 | 2              |